# Lista dos vencedores do Grande Prémio de Pau

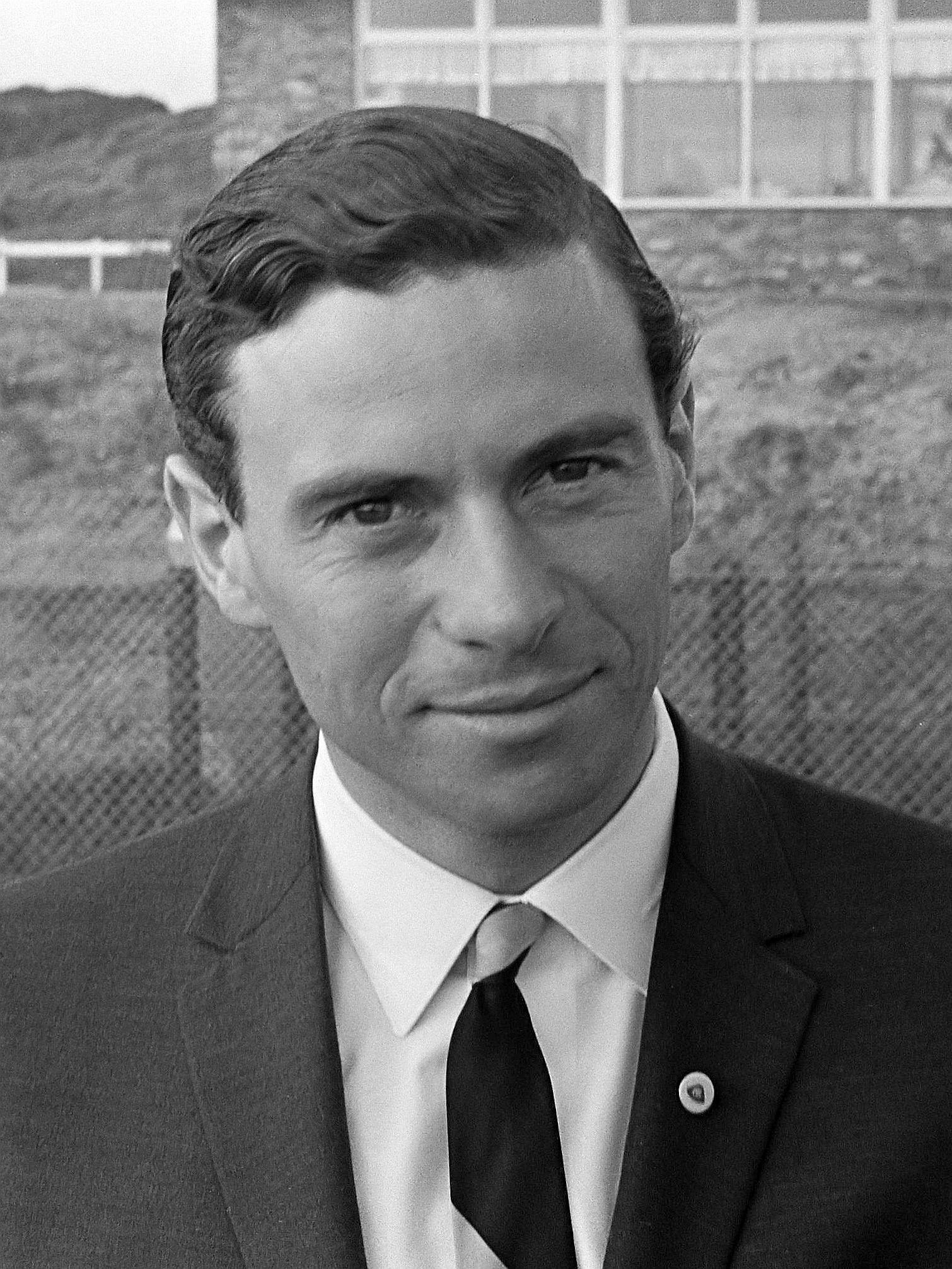
Jim Clark venceu o Grande Prêmio de Pau quatro vezes, mais do que qualquer outro piloto.

O Grande Prémio de Pau ( em francês:  Grand Prix de Pau) é uma corrida para carros de corrida monolugares organizado pelo L'Automobile Club Basco-Béarnais (ACBB) no Circuito de Pau-Ville, uma pista fechada da cidade, no centro de Pau, no departamento dos Pirenéus-Atlânticos de sudoeste da França.   A ACBB foi inspirada pela primeira vez a realizar corridas em 1933, após o sucesso do Grande Prémio do Mónaco, bem como de outras corridas em Nice e Nîmes .   Foi realizado de várias maneiras nas regras de Fórmula 1, Fórmula 2, Fórmula 3 (F3), Fórmula 3000, Fórmula Libre,  Fórmula Renault, Grande Prémio e Carros de Turismo ao longo da sua história.   O Grande Prémio é composto por duas corridas de 35 minutos: uma corrida de qualificação no sábado à tarde e a segunda, designada de Grande Prémio de Pau, na tarde seguinte.  Cada vencedor recebe um troféu numa cerimónia de entrega de prémios num pódio após a conclusão de ambas as provas e o resultado da segunda corrida determina o vencedor do Grande Prémio de Pau. 
O primeiro vencedor do Grande Prémio de Pau foi o piloto francês Marcel Lehoux ao volante de um Bugatti em 1933. Jim Clark da Grã-Bretanha é o piloto de maior sucesso na prova, tendo conseguido quatro vitórias em 1961, 1963, 1964 e 1965 . Os pilotos franceses Jean Behra e Maurice Trintignant e o austríaco Jochen Rindt estão em segundo lugar, com três vitórias cada. Nello Pagani, da Itália, foi o primeiro piloto a alcançar vitórias consecutivas ao vencer as corridas de 1947 e 1948 . Jack Brabham detém os recordes de maior hiato entre duas vitórias, bem como entre a primeira e a última vitória no Grande Prémio de Pau - seis anos entre 1960 e 1966 .  

## Vencedores
Legenda:
- * – Indica que várias corridas foram realizadas ao longo do fim de semana de corrida, com o evento final designado Grande Prémio de Pau
- † – Vencedor da primeira prova da Corrida FIA WTCC da França
- ‡ – Vencedor da segunda prova da Corrida FIA WTCC da França

| F1    | Fórmula 1       |
| F2    | Fórmula 2       |
| F3    | Fórmula 3       |
| F4    | Fórmula 4       |
| F3000 | Fórmula 3000    |
| FL    | Formula Libre   |
| FR    | Fórmula Renault |
| GP    | Grand Prix      |
| SC    | Sports cars     |
| TC    | Turismo         |

| F3 Britânica   | Campeonato Britânico de Fórmula 3  |
| EF             | Euroformula Open Championship      |
| Euro F2        | Campeonato Europeu de Fórmula Dois |
| Euro F3        | Campeonato Europeu de Fórmula 3    |
| F1 (NC)        | Fórmula 1 extra campeonato         |
| F2             | Fórmula 2                          |
| F3 Euro Series | Fórmula 3 Euro Series              |
| F3 Trophy      | FIA Formula 3 International Trophy |

| F3 Francesa | Campeonato Francês de Fórmula 3          |
| F3000 Euro  | Campeonato Europeu Fórmula 3000          |
| F3000 Int   | Fórmula 3000 Internacional               |
| FFSA        | FFSA Trophées de France                  |
| F3 Euro Cup | Copa de Fórmula Três Europeia da FIA     |
| GP          | Grand Prix                               |
| WTCC        | Campeonato do Mundo de Carros de Turismo |

| Ano       | Nacionalidade                                                                           | Vencedor                                                                                | Equipa                                                                                  | Modelo                                                                                  | Categoria                                                                               | Série                                                                                   | Ref    |
| --------- | --------------------------------------------------------------------------------------- | --------------------------------------------------------------------------------------- | --------------------------------------------------------------------------------------- | --------------------------------------------------------------------------------------- | --------------------------------------------------------------------------------------- | --------------------------------------------------------------------------------------- | ------ |
| 1933      | França                                                                                  | Marcel Lehoux                                                                           | Marcel Lehoux                                                                           | Bugatti Type 51                                                                         | FL                                                                                      | GP                                                                                      | [ 11 ] |
| 1934      | Not held                                                                                | Not held                                                                                | Not held                                                                                | Not held                                                                                | Not held                                                                                | Not held                                                                                | [ 12 ] |
| 1935      | Itália                                                                                  | Tazio Nuvolari                                                                          | Scuderia Ferrari                                                                        | Alfa Romeo Tipo B P3                                                                    | FL                                                                                      | GP                                                                                      | [ 13 ] |
| 1936      | França                                                                                  | Philippe Étancelin                                                                      | Philippe Étancelin                                                                      | Maserati V8RI                                                                           | FL                                                                                      | GP                                                                                      | [ 14 ] |
| 1937      | França                                                                                  | Jean-Pierre Wimille                                                                     | Automobiles Bugatti                                                                     | Bugatti T59/57S                                                                         | SC                                                                                      | GP                                                                                      | [ 15 ] |
| 1938      | França                                                                                  | René Dreyfus                                                                            | Ecurie Bleue                                                                            | Delahaye 145                                                                            | GP                                                                                      | GP                                                                                      | [ 16 ] |
| 1939      | Alemanha                                                                                | Hermann Lang                                                                            | Daimler-Benz AG                                                                         | Mercedes-Benz W154                                                                      | GP                                                                                      | GP                                                                                      | [ 17 ] |
| 1940–1946 | Not held as a result of the Second World War                                            | Not held as a result of the Second World War                                            | Not held as a result of the Second World War                                            | Not held as a result of the Second World War                                            | Not held as a result of the Second World War                                            | Not held as a result of the Second World War                                            | [ 9 ]  |
| 1947      | Itália                                                                                  | Nello Pagani                                                                            | Scuderia Milano                                                                         | Maserati 4CL                                                                            | F1                                                                                      | F1 (NC)                                                                                 | [ 19 ] |
| 1948      | Itália                                                                                  | Nello Pagani                                                                            | Enrico Platé                                                                            | Maserati 4CL                                                                            | F1                                                                                      | F1 (NC)                                                                                 | [ 20 ] |
| 1949      | Argentina                                                                               | Juan Manuel Fangio                                                                      | Automóvil Club Argentino                                                                | Maserati 4CLT/48                                                                        | F1                                                                                      | F1 (NC)                                                                                 | [ 21 ] |
| 1950      | Argentina                                                                               | Juan Manuel Fangio                                                                      | Scuderia Achille Varzi                                                                  | Maserati 4CLT/48                                                                        | F1                                                                                      | F1 (NC)                                                                                 | [ 22 ] |
| 1951      | Itália                                                                                  | Luigi Villoresi                                                                         | Scuderia Ferrari                                                                        | Ferrari 375                                                                             | F1                                                                                      | F1 (NC)                                                                                 | [ 23 ] |
| 1952      | Itália                                                                                  | Alberto Ascari                                                                          | Scuderia Ferrari                                                                        | Ferrari 500                                                                             | F2                                                                                      | F1 (NC)                                                                                 | [ 24 ] |
| 1953      | Itália                                                                                  | Alberto Ascari                                                                          | Scuderia Ferrari                                                                        | Ferrari 500                                                                             | F2                                                                                      | F1 (NC)                                                                                 | [ 25 ] |
| 1954      | França                                                                                  | Jean Behra                                                                              | Équipe Gordini                                                                          | Gordini T16                                                                             | F1                                                                                      | F1 (NC)                                                                                 | [ 26 ] |
| 1955      | França                                                                                  | Jean Behra                                                                              | Officine Alfieri Maserati                                                               | Maserati 250F                                                                           | F1                                                                                      | F1 (NC)                                                                                 | [ 27 ] |
| 1956      | Not held due to safety improvements being made in response to the 1955 Le Mans disaster | Not held due to safety improvements being made in response to the 1955 Le Mans disaster | Not held due to safety improvements being made in response to the 1955 Le Mans disaster | Not held due to safety improvements being made in response to the 1955 Le Mans disaster | Not held due to safety improvements being made in response to the 1955 Le Mans disaster | Not held due to safety improvements being made in response to the 1955 Le Mans disaster | [ 28 ] |
| 1957      | França                                                                                  | Jean Behra                                                                              | Officine Alfieri Maserati                                                               | Maserati 250F                                                                           | F1                                                                                      | F1 (NC)                                                                                 | [ 29 ] |
| 1958      | França                                                                                  | Maurice Trintignant                                                                     | Rob Walker Racing Team                                                                  | Cooper T43-Climax                                                                       | F2                                                                                      | F2                                                                                      | [ 30 ] |
| 1959      | França                                                                                  | Maurice Trintignant                                                                     | Rob Walker Racing Team                                                                  | Cooper T51-Climax                                                                       | F2                                                                                      | F2                                                                                      | [ 31 ] |
| 1960      | Austrália                                                                               | Jack Brabham                                                                            | Equipe Sunbeam                                                                          | Cooper T45-Climax                                                                       | F2                                                                                      | F2                                                                                      | [ 32 ] |
| 1961      | Reino Unido                                                                             | Jim Clark                                                                               | Team Lotus                                                                              | Lotus 18-Climax                                                                         | F1                                                                                      | F1 (NC)                                                                                 | [ 33 ] |
| 1962      | França                                                                                  | Maurice Trintignant                                                                     | Rob Walker Racing Team                                                                  | Lotus 18/21-Climax                                                                      | F1                                                                                      | F1 (NC)                                                                                 | [ 34 ] |
| 1963      | Reino Unido                                                                             | Jim Clark                                                                               | Team Lotus                                                                              | Lotus 25-Climax                                                                         | F1                                                                                      | F1 (NC)                                                                                 | [ 35 ] |
| 1964      | Reino Unido                                                                             | Jim Clark                                                                               | Ron Harris Team Lotus                                                                   | Lotus 32-Cosworth                                                                       | F2                                                                                      | FFSA                                                                                    | [ 36 ] |
| 1965      | Reino Unido                                                                             | Jim Clark                                                                               | Ron Harris Team Lotus                                                                   | Lotus 35-Cosworth                                                                       | F2                                                                                      | FFSA                                                                                    | [ 37 ] |
| 1966      | Austrália                                                                               | Jack Brabham                                                                            | Brabham Racing Organisation                                                             | Brabham BT18-Honda                                                                      | F2                                                                                      | FFSA                                                                                    | [ 38 ] |
| 1967      | Áustria                                                                                 | Jochen Rindt                                                                            | Roy Winkelmann Racing                                                                   | Brabham BT23-Honda                                                                      | F2                                                                                      | FFSA                                                                                    | [ 39 ] |
| 1968      | Reino Unido                                                                             | Jackie Stewart                                                                          | Matra International                                                                     | Matra MS7-Cosworth                                                                      | F2                                                                                      | No series                                                                               | [ 40 ] |
| 1969      | Áustria                                                                                 | Jochen Rindt                                                                            | Roy Winkelmann Racing                                                                   | Lotus 59-Cosworth                                                                       | F2                                                                                      | No series                                                                               | [ 41 ] |
| 1970      | Áustria                                                                                 | Jochen Rindt                                                                            | Jochen Rindt Racing                                                                     | Lotus 69-Cosworth                                                                       | F2                                                                                      | No series                                                                               | [ 42 ] |
| 1971      | Suécia                                                                                  | Reine Wisell                                                                            | LIRA Team Lotus                                                                         | Lotus 69-Cosworth                                                                       | F2                                                                                      | FFSA                                                                                    | [ 43 ] |
| 1972 *    | Reino Unido                                                                             | Peter Gethin                                                                            | Chevron Racing Team                                                                     | Chevron B20-Ford                                                                        | F2                                                                                      | Euro F2                                                                                 | [ 44 ] |
| 1973 *    | França                                                                                  | François Cevert                                                                         | Elf John Coombs                                                                         | Alpine A367-Ford                                                                        | F2                                                                                      | Euro F2                                                                                 | [ 45 ] |
| 1974      | França                                                                                  | Patrick Depailler                                                                       | março Racing Team                                                                       | março 742-BMW                                                                           | F2                                                                                      | Euro F2                                                                                 | [ 46 ] |
| 1975      | França                                                                                  | Jacques Laffite                                                                         | Automobiles Martini                                                                     | Martini MK16-BMW                                                                        | F2                                                                                      | Euro F2                                                                                 | [ 47 ] |
| 1976      | França                                                                                  | René Arnoux                                                                             | Automobiles Martini                                                                     | Martini MK19-Renault                                                                    | F2                                                                                      | Euro F2                                                                                 | [ 48 ] |
| 1977      | França                                                                                  | René Arnoux                                                                             | Écurie Renault Elf                                                                      | Martini MK22-Renault                                                                    | F2                                                                                      | Euro F2                                                                                 | [ 49 ] |
| 1978      | Itália                                                                                  | Bruno Giacomelli                                                                        | Polifac BMW Junior Team                                                                 | março 782-BMW                                                                           | F2                                                                                      | Euro F2                                                                                 | [ 50 ] |
| 1979      | Estados Unidos                                                                          | Eddie Cheever                                                                           | Osella Squadra Corse                                                                    | Osella FA2/79-BMW                                                                       | F2                                                                                      | Euro F2                                                                                 | [ 51 ] |
| 1980      | França                                                                                  | Richard Dallest                                                                         | Ecurie Motul GPA                                                                        | AGS JH17-BMW                                                                            | F2                                                                                      | Euro F2                                                                                 | [ 52 ] |
| 1981      | Reino Unido                                                                             | Geoff Lees                                                                              | Ralt Racing                                                                             | Ralt RH6/80-Honda                                                                       | F2                                                                                      | Euro F2                                                                                 | [ 53 ] |
| 1982      | Venezuela                                                                               | Johnny Cecotto                                                                          | março Racing                                                                            | março 822-BMW                                                                           | F2                                                                                      | Euro F2                                                                                 | [ 54 ] |
| 1983      | Áustria                                                                                 | Jo Gartner                                                                              | Emco Sports                                                                             | Spirit 201-BMW                                                                          | F2                                                                                      | Euro F2                                                                                 | [ 55 ] |
| 1984      | Nova Zelândia                                                                           | Mike Thackwell                                                                          | Ralt Racing                                                                             | Ralt RH6/84-Honda                                                                       | F2                                                                                      | Euro F2                                                                                 | [ 56 ] |
| 1985      | Alemanha                                                                                | Christian Danner                                                                        | BS Automotive                                                                           | março 85B-Cosworth                                                                      | F3000                                                                                   | F3000 Euro                                                                              | [ 57 ] |
| 1986      | Nova Zelândia                                                                           | Mike Thackwell                                                                          | Ralt Racing                                                                             | Ralt RT20-Honda                                                                         | F3000                                                                                   | F3000 Int                                                                               | [ 58 ] |
| 1987      | França                                                                                  | Yannick Dalmas                                                                          | Oreca Motorsport                                                                        | março 87B-Cosworth                                                                      | F3000                                                                                   | F3000 Int                                                                               | [ 59 ] |
| 1988      | Brasil                                                                                  | Roberto Moreno                                                                          | Bromley Motorsport                                                                      | Reynard 88D-Cosworth                                                                    | F3000                                                                                   | F3000 Int                                                                               | [ 60 ] |
| 1989      | França                                                                                  | Jean Alesi                                                                              | Eddie Jordan Racing                                                                     | Reynard 89D-Mugen                                                                       | F3000                                                                                   | F3000 Int                                                                               | [ 61 ] |
| 1990      | Bélgica                                                                                 | Eric van de Poele                                                                       | GA Motorsport                                                                           | Reynard 90D-Cosworth                                                                    | F3000                                                                                   | F3000 Int                                                                               | [ 62 ] |
| 1991      | França                                                                                  | Jean-Marc Gounon                                                                        | 3001 International                                                                      | Ralt RT23-Cosworth                                                                      | F3000                                                                                   | F3000 Int                                                                               | [ 63 ] |
| 1992      | Itália                                                                                  | Emanuele Naspetti                                                                       | Forti Corse                                                                             | Reynard 92D-Cosworth                                                                    | F3000                                                                                   | F3000 Int                                                                               | [ 64 ] |
| 1993      | Portugal                                                                                | Pedro Lamy                                                                              | Crypton Engineering                                                                     | Reynard 92D-Cosworth                                                                    | F3000                                                                                   | F3000 Int                                                                               | [ 65 ] |
| 1994      | Brasil                                                                                  | Gil de Ferran                                                                           | Paul Stewart Racing                                                                     | Reynard 94D-Zytek Judd                                                                  | F3000                                                                                   | F3000 Int                                                                               | [ 66 ] |
| 1995      | Itália                                                                                  | Vincenzo Sospiri                                                                        | Super Nova Racing                                                                       | Reynard 95D-Cosworth                                                                    | F3000                                                                                   | F3000 Int                                                                               | [ 67 ] |
| 1996      | Alemanha                                                                                | Jörg Müller                                                                             | RSM Marko                                                                               | Lola T96/50-Zytek                                                                       | F3000                                                                                   | F3000 Int                                                                               | [ 68 ] |
| 1997      | Colômbia                                                                                | Juan Pablo Montoya                                                                      | RSM Marko                                                                               | Lola T96/50-Zytek                                                                       | F3000                                                                                   | F3000 Int                                                                               | [ 69 ] |
| 1998      | Colômbia                                                                                | Juan Pablo Montoya                                                                      | Super Nova Racing                                                                       | Lola T96/50-Zytek                                                                       | F3000                                                                                   | F3000 Int                                                                               | [ 70 ] |
| 1999 *    | França                                                                                  | Benoît Tréluyer                                                                         | Signature                                                                               | Dallara F399-Renault Sodemo                                                             | F3                                                                                      | F3 Euro Cup                                                                             | [ 71 ] |
| 2000      | França                                                                                  | Jonathan Cochet                                                                         | Signature Team                                                                          | Dallara F399-Renault Sodemo                                                             | F3                                                                                      | F3 Euro Cup French F3                                                                   | [ 72 ] |
| 2001      | Reino Unido                                                                             | Anthony Davidson                                                                        | Carlin Motorsport                                                                       | Dallara F301-Mugen-Honda                                                                | F3                                                                                      | F3 Euro Cup                                                                             | [ 73 ] |
| 2002      | França                                                                                  | Renaud Derlot                                                                           | Signature Team                                                                          | Dallara F302-Renault Sodemo                                                             | F3                                                                                      | F3 Euro Cup French F3                                                                   | [ 74 ] |
| 2003 *    | Brasil                                                                                  | Fábio Carbone                                                                           | Signature Team                                                                          | Dallara F302-Sodemo Renault                                                             | F3                                                                                      | F3 Euro Cup F3 Euro Series                                                              | [ 75 ] |
| 2004 *    | França                                                                                  | Nicolas Lapierre                                                                        | Signature Team                                                                          | Dallara F304-Opel Spiess                                                                | F3                                                                                      | F3 Euro Series                                                                          | [ 76 ] |
| 2005 *    | Reino Unido                                                                             | Lewis Hamilton                                                                          | ASM Formule 3                                                                           | Dallara F305-AMG Mercedes                                                               | F3                                                                                      | F3 Euro Series                                                                          | [ 77 ] |
| 2006 *    | França                                                                                  | Romain Grosjean                                                                         | Signature-Plus                                                                          | Dallara F305-Mercedes HWA                                                               | F3                                                                                      | British F3                                                                              | [ 78 ] |
| 2007      | Suíça                                                                                   | Alain Menu †                                                                            | Chevrolet RML                                                                           | Chevrolet Lacetti                                                                       | TC                                                                                      | WTCC                                                                                    | [ 79 ] |
| 2007      | Brasil                                                                                  | agostoo Farfus ‡                                                                        | BMW Team Germany                                                                        | BMW 320si                                                                               | TC                                                                                      | WTCC                                                                                    | [ 79 ] |
| 2008      | Brasil                                                                                  | agostoo Farfus †                                                                        | BMW Team Germany                                                                        | BMW 320si                                                                               | TC                                                                                      | WTCC                                                                                    | [ 80 ] |
| 2008      | Reino Unido                                                                             | Andy Priaulx ‡                                                                          | BMW Team UK                                                                             | BMW 320si                                                                               | TC                                                                                      | WTCC                                                                                    | [ 80 ] |
| 2009      | Reino Unido                                                                             | Robert Huff †                                                                           | Chevrolet                                                                               | Chevrolet Cruze                                                                         | TC                                                                                      | WTCC                                                                                    | [ 81 ] |
| 2009      | Suíça                                                                                   | Alain Menu ‡                                                                            | Chevrolet                                                                               | Chevrolet Cruze                                                                         | TC                                                                                      | WTCC                                                                                    | [ 81 ] |
| 2010      | Not held due to financial difficulty                                                    | Not held due to financial difficulty                                                    | Not held due to financial difficulty                                                    | Not held due to financial difficulty                                                    | Not held due to financial difficulty                                                    | Not held due to financial difficulty                                                    | [ 82 ] |
| 2011      | Alemanha                                                                                | Marco Wittmann                                                                          | Signature                                                                               | Dallara F308-Volkswagen                                                                 | F3                                                                                      | F3 Trophy                                                                               | [ 83 ] |
| 2012 *    | Itália                                                                                  | Raffaele Marciello                                                                      | Prema Powerteam                                                                         | Dallara F312-Mercedes-Benz                                                              | F3                                                                                      | British F3 Euro F3                                                                      | [ 84 ] |
| 2013      | Itália                                                                                  | Luca Ghiotto                                                                            | Prema Powerteam                                                                         | Tatuus FR2.0/13-Renault                                                                 | FR                                                                                      | No series                                                                               | [ 85 ] |
| 2014 *    | Suécia                                                                                  | Felix Rosenqvist                                                                        | Mücke Motorsport                                                                        | Dallara F312-Mercedes-Benz                                                              | F3                                                                                      | Euro F3                                                                                 | [ 86 ] |
| 2015 *    | Itália                                                                                  | Antonio Giovinazzi                                                                      | Jagonya Ayam with Carlin                                                                | Dallara F315-Volkswagen                                                                 | F3                                                                                      | Euro F3                                                                                 | [ 87 ] |
| 2016 *    | Itália                                                                                  | Alessio Lorandi                                                                         | Carlin                                                                                  | Dallara F315-Volkswagen                                                                 | F3                                                                                      | Euro F3                                                                                 | [ 88 ] |
| 2017 *    | Alemanha                                                                                | Maximilian Günther                                                                      | Prema Powerteam                                                                         | Dallara F316-Mercedes-Benz                                                              | F3                                                                                      | Euro F3                                                                                 | [ 89 ] |
| 2018 *    | Estónia                                                                                 | Ralf Aron                                                                               | Prema Powerteam                                                                         | Dallara F317-Mercedes-Benz                                                              | F3                                                                                      | Euro F3                                                                                 | [ 90 ] |
| 2019 *    | Reino Unido                                                                             | Billy Monger                                                                            | Carlin                                                                                  | Dallara F317-Volkswagen                                                                 | F3                                                                                      | EF                                                                                      | [ 91 ] |
| 2020–2021 | Not held as a result of the COVID-19 pandemic in France                                 | Not held as a result of the COVID-19 pandemic in France                                 | Not held as a result of the COVID-19 pandemic in France                                 | Not held as a result of the COVID-19 pandemic in France                                 | Not held as a result of the COVID-19 pandemic in France                                 | Not held as a result of the COVID-19 pandemic in France                                 | [ 92 ] |
| 2022 *    | França                                                                                  | Vladislav Lomko                                                                         | CryptoTower Racing                                                                      | Dallara 320                                                                             | F3                                                                                      | EF                                                                                      | [ 93 ] |
| 2023 *    | França                                                                                  | Enzo Peugeot                                                                            | FFSA Academy                                                                            | Mygale M21-F4                                                                           | F4                                                                                      | French F4                                                                               | [ 94 ] |

1. ↑  O vencedor original da corrida, Alain Ferté foi desqualificado por conduzir um carro com o peso abaixo do peso mínimo regulamentar.[55]